# Assassinat de Thomas Ashton
 (mars 2024).
Si vous disposez d'ouvrages ou d'articles de référence ou si vous connaissez des sites web de qualité traitant du thème abordé ici, merci de compléter l'article en donnant les références utiles à sa vérifiabilité et en les liant à la section « Notes et références ».
 (août 2021).
L'assassinat de Thomas Ashton, un industriel britannique et propriétaire d'usine, a eu lieu vers 19 h le 3 janvier 1831. Ashton a été abattu par des ouvriers en grève à Manchester en guise d'avertissement à leurs employeurs. L'attaque s'est produite au milieu des tensions croissantes de l'ère victorienne en raison de la révolution industrielle et de l'émergence subséquente des mouvements chartistes et syndicaux pour lutter contre l'extrême pauvreté des grandes villes industrielles telles que Manchester à l'époque.
L'assassinat est largement considéré comme ayant inspiré le premier roman d'Elizabeth Gaskell, Mary Barton. Gaskell a cependant nié avoir basé le livre sur la mort d'Ashton

## Contexte
En tant que centre du capitalisme, Manchester était fréquemment le théâtre d'émeutes ouvrières et appelle à une plus grande reconnaissance politique par les classes ouvrières et sans titre de la ville, entraînant des événements tels que le massacre de Peterloo d'août 1819. L'année précédant la mort d'Ashon a également vu des soulèvements et des rébellions majeurs contre la bourgeoisie lors de la Révolution de juillet en France, qui ont stimulé la progression radicale et chartiste en Angleterre. William Mosley a raconté que lorsqu'il a demandé à Garside lequel des Ashton il avait abattu, la réponse a été « peu importe lequel c'était ; c'était l'un d'eux ».

## Assassinat et procès
Trois hommes ont été impliqués dans le crime (James Garside, Joseph Mosley et William Mosley). Le juge et le jury ont décidé que Garside avait appuyé sur la gâchette, bien que ce soient ses informations qui avaient initialement conduit aux arrestations ; il a été jugé qu'il avait espéré blâmer ses complices. Le récit du meurtre de William Mosley était le suivant :
"Peu de temps après, un homme a descendu le sentier en direction de la porte des applaudissements. L'homme se trouvait dans le sentier qui partait de chez M. Ashton. Garside se leva et le rencontra dans le champ avant qu'il ne franchisse la porte, et pointa la pièce sur lui. Il a cédé. Garside a tiré. Lorsque M. Ashton a cédé, il s'est seulement légèrement écarté. Garside l'a rencontré, et il est retourné. Il avait franchi la porte à battants lorsqu'il a tiré et suivait la route du moulin. L'homme qui a été touché est tombé en travers de la route, la tête tournée vers la droite, à l'opposé de l'endroit où je me trouvais. Nous nous sommes immédiatement enfuis et j'ai fait de mon mieux à travers champs jusqu'au deuxième pont-canal."